# Метрика Титса
Метрика Титса — метрика определённого типа на абсолюте пространства Адамара. Названа в честь Жака Титса.

## Построение
Пусть {\displaystyle X}  — пространство  Адамара.
Обозначим через {\displaystyle \partial _{\infty }X} его абсолют, то есть множество лучей исходящих из одной точки {\displaystyle p}. 
Для двух лучей {\displaystyle \alpha } и {\displaystyle \beta } из {\displaystyle \partial _{\infty }X} определяется угол {\displaystyle \measuredangle _{\infty }(\alpha ,\beta )} как предел угла сравнения в треугольнике {\displaystyle [p\,\alpha (t)\,\beta (t)]} при {\displaystyle t\to \infty },
то есть угла в плоского треугольника с теми же сторонами, что у {\displaystyle [p\,\alpha (t)\,\beta (t)]} при вершине соответствующей {\displaystyle p}.
Угол {\displaystyle \measuredangle _{\infty }} определяет так называемую угловую метрику на {\displaystyle \partial _{\infty }X}, со значениями в интервале {\displaystyle [0,\pi ]}.
Внутренняя  метрика ассоциированная  с {\displaystyle \measuredangle _{\infty }} называется  метрикой  Титса; она принимает значения в интервале {\displaystyle [0,\infty ]}.

### Замечания
- Метрика Титса совпадает угловой метрикой на парах точек с расстоянием меньше {\displaystyle \pi }
- Метрика не зависит от выбора точки {\displaystyle p}.
- Абсолют {\displaystyle \partial _{\infty }X} можно также определить как фактор пространства всех лучей в {\displaystyle X} по параллельности, то есть отношению эквивалентности на лучах определяемое как {\displaystyle \alpha \parallel \beta } если расстояния {\displaystyle |\alpha (t)-\beta (t)|_{X}} ограничены при всех значениях {\displaystyle t}.

## Примеры
- Для евклидова пространства, аболют с метрикой Титса изометричен единичной сфере.
- Для пространства Лобачевского метрика Титса дискретна, расстояния между любыми различными точками равно {\displaystyle \infty }.

## Свойства
- Абсолют {\displaystyle \partial _{\infty }X} с метрикой Титса является CAT(1) пространством[англ.].
- Абсолют произваедения двух пространств Адамара {\displaystyle \partial _{\infty }(X\times Y)} с метрикой Титса изометричен сферическому джойну соответствующих абсолютов  {\displaystyle (\partial _{\infty }X)\star (\partial _{\infty }Y)} с метриками Титса.